# Zaozerne (rejon kachowski)
Zaozerne (ukr. Заозерне) – wieś na Ukrainie, w obwodzie chersońskim, w rejonie berysławskim, w hromadzie Tawryczanka. W 2001 liczyła 855 mieszkańców, spośród których 715 wskazało jako ojczysty język ukraiński, 129 rosyjski, 9 romski, a 2 inny.